# Dobrošte
Dobrošte är en ort i Nordmakedonien. Den ligger i kommunen Tetovo, i den nordvästra delen av landet, 30 kilometer väster om huvudstaden Skopje. Dobrošte ligger 549 meter över havet och antalet invånare är 3 339.